# Ságat
Ságat (в переводе с норв. — «Новости») — газета на норвежском языке, издаётся в фюльке Финнмарк (Норвегия); материалы газеты в значительной степени посвящены саамской тематике. Газету с 1978 года возглавляет Йейр Вульфф.
В первые годы существования газеты материалы в ней были большей частью на северносаамском языке, с начала 1960-х годов число материалов на норвежском существенно увеличилось. С середины 1970-х годов газета перестала быть двуязычной и все материалы сейчас печатаются только на норвежском.

## История издания
В апреле 1955 года в региональными властями Финнмарка был образован организационный комитет с целью начать выпускать саамскую газету. Из двух обсуждавшихся вариантов названия, Ságat и Sádni Doalvo (в переводе с норв. — «Посланник»), было выбрано первое.
Первый номер вышел в декабре 1956 года в Вадсё. Первое время газета выходила еженедельно, однако очень скоро у неё начались финансовые проблемы и в июне 1957 года выпуск издания был прекращён.
Осенью 1958 года газета стала выходить снова, уже как ежемесячное издание. С 1961 года газета выходила два раза в месяц. В первые два десятилетия своей деятельности у издания неоднократно возникали проблемы, связанные с недостаточным финансированием, лишь к середине 1970-х годов финансовую ситуацию удалось стабилизировать, в том числе за счёт увеличения объёма реклама и увеличения государственного финансирования. С 1975 года газета перешла со стандартного формата A2 на формат таблоида (A3).
Редакция сначала базировалась в Вадсё, а в 1981 году переехала в Лаксэльв. Газета распространяется в основном в общинах с саамским населением в фюльке Нурланн, Трумс, Финнмарк, в регионе Трёнделаг.
С 1 октября 2008 года Ságat стал ежедневной газетой, номера выходят пять раз в неделю, со вторника по субботу.

## Современное положение
В 2008 году государство оказало газете существеную финансовую поддержку, при этом Ságat и другая саамская газета Норвегии, Ávvir (выходящая на северносаамском языке), получили самую большую финансовую помощь в стране в расчёте на одного подписчика.
По официальным данным тираж газеты в 2010 году составил 2732 экземпляра (для сравнения: в 2000 году — 2379, в 1990 году — 2115).

## Владельцы
Крупнейшим акционером газеты является коммуна Порсангер, ей принадлежит около 40 % акций, всего же в число совладельцев газеты входит 51 норвежская коммуна, в общей сложности коммунам принадлежит примерно 47 % акций. Примерно 10 % акций принадлежит различным саамским культурным организациям. Оставшиеся 43 % акций принадлежат примерно шестистам различным инвесторам, среди них — большинство норвежских политических партий и многие местные профсоюзы.